# خورخي لاراناغا
خورخي لاراناغا (8 أغسطس 1956 - 22 مايو 2021) كان سياسيًا أوروغوايانيًا من الحزب الوطني، وكان وزيراً للداخلية من 1 مارس 2020 حتى وفاته. كما شغل سابقًا منصب مراقب إدارة بايساندو من عام 1990 إلى عام 1999، وكذلك عضوًا في مجلس الشيوخ بين عامي 2000 و2020.

## السيرة المهنية
نشأ لاراناغا وذهب إلى المدرسة في إدارة بايساندو. درس القانون في جامعة الجمهورية ومارس القانون حتى عام 1990، وتخصص في القانون المدني وقانون العمل.
تولى سلسلة من المناصب الإدارية في الحزب الوطني، وبلغت ذروتها في رئاسته للجنة المقاطعات للحزب في بايساندي (1985-1989).